# Mlhovina Kosatec
Mlhovina Iris nebo česky Kosatec (NGC 7023, také známá jako Caldwell 4) je velmi mladá reflexní mlhovina v souhvězdí Cefea, kterou jako první zaznamenal William Herschel 18. října 1794.
Od Země je vzdálená asi 1 400 světelných let.
Centrální hvězda SAO 19158 (HD 200775) sedmé magnitudy je takřka hvězdné batole, její stáří se odhaduje na pouhých 5 tisíc let.
Osvětluje zbytky prachových a molekulárních oblaků, ze kterých vznikla. Jako čistá reflexní mlhovina svítí mračno zejména modrou barvou. V jasněji ozářeném středu lze najít najít nádech červené způsobený luminiscencí, kdy některé částice mění neviditelné ultrafialové světlo na viditelné červené.

## Pozorování

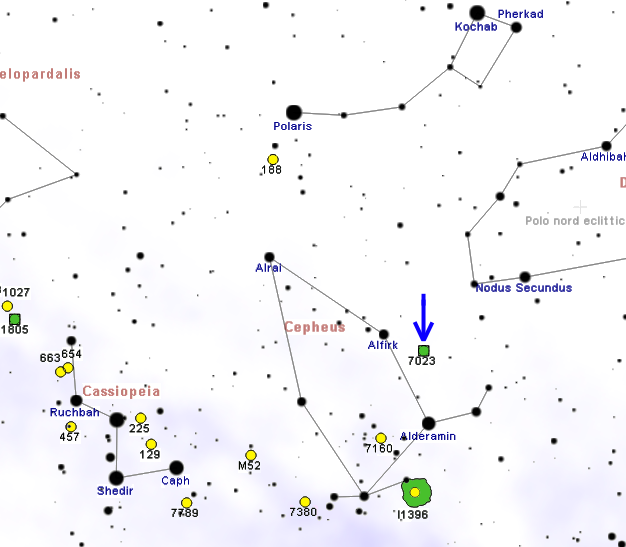
Poloha mlhoviny Kosatec v souhvězdí Cefea.

Na obloze se nachází v západní části souhvězdí Cefea, 3,5 stupně jihozápadně od hvězdy s magnitudou 3,2 β Cephei, zajímavé proměnné dvojhvězdy, jejíž hlavní složka je navíc spektroskopickou dvojhvězdou. Mlhovina obklopuje hvězdu s magnitudou 7,7, která se dá jednoduše vyhledat triedrem. Za vhodných podmínek se dá velkým triedrem pozorovat i samotná mlhovina. Středně velký amatérský hvězdářský dalekohled už může v mlhovině ukázat některé podrobnosti, jako například zvláštní středovou příčku, která je protažená od severu na jih.
NGC 7023 má velkou severní deklinaci, proto je na velké části severní polokoule cirkumpolární. I když největší výšky nad obzorem na večerní obloze dosahuje od srpna do listopadu, zůstává viditelná celou noc až po severní subtropické oblasti. Naopak na jižní polokouli je viditelná pouze od rovníku po obratník Kozoroha.

## Historie pozorování
V minulosti vznikl určitý zmatek ohledně podstaty tohoto objektu; William Herschel, její objevitel, správně tvrdil, že jde o mlhovinu, která obklopuje hvězdu sedmé magnitudy, a stejně je to zapsáno i v prvním vydání New General Catalogue, ve kterém je zapsán pod číslem 7023. Zmatek pravděpodobně vznikl tehdy, když ho Per Collinder, který je známý sepsáním svého katalogu otevřených hvězdokup, zapsal mezi tyto hvězdokupy a označil jako Cr 429. Tato chyba se pak rozšířila a dokonce i databáze SIMBAD ho ještě v roce 2009 označovala pouze jako otevřenou hvězdokupu. Ve skutečnosti se hvězdokupa nachází uvnitř této mlhoviny.

## Vlastnosti
NGC 7023 je reflexní mlhovina, neboli odráží světlo nějaké blízké hvězdy; touto hvězdou je pravděpodobně samotná hvězda sedmé magnitudy, která se označuje jako SAO 19158 a nachází se uvnitř této mlhoviny spolu s dalšími méně jasnými hvězdami, které v mlhovině vznikly a dohromady tvoří otevřenou hvězdokupu. Mlhovina se nachází v odhadované vzdálenosti 1 400 světelných let od Země a její průměr je kolem 6 světelných let. Pravděpodobně je součástí rozsáhlé skupiny molekulárních mračen v Cefeovi.